# Красногвардейский (Алтайский край)
Красногвардейский ― посёлок в составе Черепановского сельсовета Змеиногорского района Алтайского края России.

## Описание
Посёлок находится на реке Крутишке (приток реки Корболихи) в 5-6 км к северу от Змеиногорска.
Уличная сеть
В посёлке 1 улица ― Центральная, на которой сохранился 1 дом.
Расстояние до
- районного центра Змеиногорск ― 6 км.
- областного центра Барнаул ― 262 км.
- столицы Москва ― 3145 км.

Ближайшие населённые пункты
- Беспаловский 4 км,
- Змеиногорск 6 км,
- Карамышево 8 км,
- Новокузнецовка 8 км,
- Белянский 8 км,
- Новохарьковка 9 км,
- Черепановск 9 км,
- Березовка 10 км,
- Воронеж 12 км.

Климат
Климат континентальный. Средняя температура января −15,1 °C, июля ― +19,2 °C. Годовое количество атмосферных осадков — 650 мм.
История
История посёлка связана с образованием в советское время полеводческих бригад, совхозов и колхозов. О точной дате образования посёлка ничего не известно

## Население
| 1997 | 1998 | 1999 | 2000 | 2001 | 2002 | 2003 |
| ---- | ---- | ---- | ---- | ---- | ---- | ---- |
| 23   | ↘20  | ↗21  | →21  | ↘12  | →12  | ↘9   |
| 2004 | 2005 | 2006 | 2007 | 2008 | 2009 | 2010 |
| ↘8   | ↘7   | →7   | ↗8   | ↘6   | →6   | ↘0   |
| 2011 | 2012 | 2013 |      |      |      |      |
| ↗2   | ↘1   | →1   |      |      |      |      |